# عیسی مبارکی
عیسی مبارکی سیاست‌مدار ایرانی بود، که در  دوره بیستم  و  دوره بیست و یکم  بعنوان نماینده ایرانشهر و فهرج در مجلس شورای ملی حضور داشت.
 وی متولد  سال 1294 ش  تحصیلات  ابتدایی دوره قدیم است و  و سابقه مسئولیت اجرایی در  وزارت کشور را داشته است از جمله سمت  معاون بخشداری سرباز، بخشدار بمپور، کفیل فرمانداری و فرماندار ایرانشهر بوده است.

## اظهارت در مجمع حزب مردم پارلمان ملی درخصوص دادشاه
در  30 دی 1336 یکی از اعضای موسس حزب مردم اظهار داشته پس از کشته شدن دادشاه آقای علم رهبر حزب مردم به حضور شاه و به عرض ملوکانه رسانیده چون عیسی مبارکی و چند نفر از سران بلوچ عضو حزب مردم بوده و از طرفی در گذشته به عرض رسانیده اند که دادشاه یاغی به دستور حزب مردم و علم مبادرت به قتل چند نفر آمریکائی در تنگ سرخه نموده و حتی آقای دکتر اقبال در مجلس در پاسخ دکتر بینا به طور کنایه حزب مردم و مشارالیه را متهم نموده لذا به این وسیله بی گناهی حزب مردم و ایشان ثابت گردیده بالاخص اینکه دادشاه به دست اعضای حزب مردم کشته شده است و سپس از شاه ایران استدعا نموده که برای اعاده حیثیت او و حزب مردم در مقابل اجتماع اقدامی بفرمایند و از طرف شاه نیز به آقای علم اطمینان داده شده که شرحی دایر به قدردانی از سرداران بلوچی که کشته شدند به عنوان حزب مردم صادر و ابلاغ خواهد شد.
گوینده افزوده حزب مردم نیز من غیر مستقیم توسط چند نفر از اعضای حزب که در وزارت خارجه اشتغال دارند به محافل آمریکائی بی گناهی آقای علم و حزب مردم را در قائله[غائله] دادشاه تفهیم و متهم اصلی را دولت آقای دکتر اقبال قلمداد نموده و دلیل ادعای خود را نیز بازداشت سرداران شهید بلوچ قبل از مقابله با دادشاه به وسیله دولت دانسته اند.
د حزب مردم از جریان کشته شدن دادشاه به دست عیسی مبارکی و سردار مهیم لاشاری حداکثر استفاده تبلیغاتی را برده و قصد دارد با استفاده از تیرگی روابط مقامات آمریکایی و دولت نظر مقامات مذکور را به سوی حزب مردم و رهبر آن معطوف دارد.